# Live CD
Live CD (često i Live DVD) je CD medij koji sadrži operativni sustav sposoban pokrenuti računalo. Njihova specifičnost je u tome što u potpunosti mogu kontrolirati računalo koje nema medij na koji je moguće spremati podatke. Slično omogućuju i USB diskovi ali operativni sustav tada može spremati podatke na USB disk ili sam sebe mijenjati.
Live CD-ovi obično ne mijenjaju operativni sustav ili datoteke spremljene na glavnom uređaju za pohranu podataka, ali mnogi od njih sadrže mehanizme i pomoćne programe za mijenjanje spremljenih podataka, uključujući opciju instaliranja operativnog sustava. Ova njihova značajka je vrlo važna jer omogućava održavanje primarnog tvrdog diska na koji je instaliran operativni sustav, primjerice, omogućava uklanjanje virusa i zlonamjernih programa, kopiranje diska, defragmentiranje, oporavljanje sustava itd.
Iako su Live CD-ovi najčešće mediji koji se mogu samo čitati i zahtijevaju kopiranje na prepisivi medij ili izradu novog mastera da bi se nešto dodalo na njih, postoji i nekoliko Live CD-ova koji omogućuju dodavanje sadržaja na sam Live CD ili drugi multisesijski medij.
Većina Live CD-ova koristi za demonstriranje ili testiranje operativnog sustava, najčešće Linuxa, ali primjenjuju se i u druge svrhe. Neke od njih su:
- testiranje novih verzija programa
- popravljanje računala i oporavljanje sustava
- instaliranje Linux distribucija
- tTestiranje sigurnosti računalne mreže
- pokretanje informacijskih točaka.

## Vanjske poveznice
- Popis Live CD-ova
- Upute za izradu Live CD-a  Arhivirana inačica izvorne stranice od 13. rujna 2008. (Wayback Machine)